# Время в ОАЭ
|  | UTC+02:00           | Египетское время |
|  | UTC+02:00 UTC+03:00 | Восточноевропейское время / Израильское стандартное время / Палестинское стандартное время Восточноевропейское летнее время / Израильское летнее время / Палестинское летнее время |
|  | UTC+03:00           | Турецкое время Аравийское время |
|  | UTC+03:30           | Иранское время |
|  | UTC+04:00           | Gulf Standard Time |

В ОАЭ используется время некоторых стран Аравийского полуострова — время залива (GST) — Gulf Standard Time, которое соответствует часовому поясу UTC+4.

## История
На территории ОАЭ никогда не происходил переход на летнее и зимнее время. Там всегда был часовой пояс UTC+4.

## Разница во времени с соседними странами
| Страна            | Разница во времени             |
| ----------------- | ------------------------------ |
| Оман              | Одинаковое время круглогодично |
| Саудовская Аравия | −1 час круглогодично           |